# Ransom strip

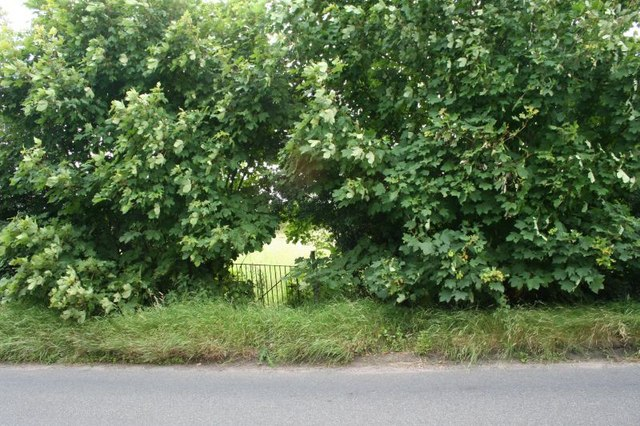
Ce passage est tout ce qui reste à dire des anciens jardins familiaux qui étaient ici, ils ont cessé d'être utilisés dans les années 1980 et il y avait alors une seule personne qui les utilisait. En 2008, il était utilisé comme une bande de rançon par le conseil paroissial local contre un développeur achetant le terrain environnant et essayant de construire dessus.

Une ransom strip (français : bande de rançon), désigne, au Royaume-Uni, une parcelle de terrain nécessaire pour accéder à une propriété adjacente à partir d'une voie publique, à laquelle le propriétaire se voit refuser l'accès jusqu'à réception d'un paiement. 

## Définition
Cette bande de terrain peut se trouver soit entre la propriété et la voie publique, soit entre deux propriétés. La largeur de la bande de rançon peut ne mesurer que quelques centimètres, ou être un bateau, mais elle peut entraîner des conflits importants.
La Royal Institution of Chartered Surveyors conseille aux propriétaires de localiser et d'évaluer toute bande de rançon sur une propriété, car le coût de la libération de la "rançon" doit être ajouté au prix d'achat global de la propriété. L'accord pour accéder à ces bandes de rançon est déposé au HM Land Registry (en)
Un propriétaire a le droit d'utiliser le bien contesté sans paiement s'il y a eu 20 ans d'accès ininterrompu.
Une bande de rançon peut également inclure la permission d'élargir une route publique menant à une propriété. En 1999, un litige de 10 ans concernant une bande de rançon à Riddlesden, dans le West Yorkshire, s'est soldé par un paiement de 1,6 million de livres sterling à un groupe de propriétaires, qui ont accepté de vendre une bande de 4,9 m de leurs propriétés pour élargir une route menant à un nouveau lotissement de 350 maisons de luxehttps://www.theguardian.com/uk/1999/nov/19/martinwainwright.

## Jurisprudence
La loi sur la propriété de 1925 (Law of Property Act 1925 (en) fait de la traversée d'un terrain commun sans autorisation une infraction pénale.
L'affaire Stokes v. Cambridge de 1961 a déterminé que si une parcelle de terrain permet l'accès pour développer une propriété voisine, dans le cas d'une expropriation, son propriétaire a droit à un tiers de la valeur de la propriété qui en résulte.
La loi de 1925 a été citée dans le cas de l'homme d'affaires Michael Farrow qui, en 1986, a acheté le titre féodal Lord of the Manor of Newtown aux enchères pour 4 200 £ au comte de Carnarvon. Farrow a revendiqué le village de Newtown Common (en) et l'a enregistré au registre foncier. Il l'a ensuite transfèré ensuite à sa société, Bakewell Management, qui demanda une redevance de 6 % de la valeur de la propriété à tous les résidents qui utilisaient le terrain communal pour accéder à leur propriété. Il a d'abord obtenu gain de cause, bien que les tribunaux aient invoqué le Countryside and Rights of Way Act 2000 (en) pour fixer à 2 % de la valeur de leurs maisons le montant maximum que les propriétaires de bandes de rançon pouvaient faire payer aux propriétaires. La Chambre des Lords annula finalement la victoire de Farrow le 1er avril 2004, en décidant que les résidents avaient satisfait à la condition d'utilisation continue de la propriété pendant 20 ans,.